# Patrick Alt
Patrick Alt (* 4. Februar 1985) ist ein deutscher Fußballschiedsrichter.

## Karriere
Hauptberuflich ist Alt Wirtschaftsinformatiker. Zudem ist er seit 2008 als DFB-Schiedsrichter tätig. Sein Verein ist der Sportverein Illingen.
Spiele der 3. Liga leitet Alt seit 2010. Sein Debüt erfolgte bei einer Begegnung zwischen der SpVgg Unterhaching gegen Rot Weiss Ahlen am 3. August 2010. Seit der Saison 2015/2016 gehört Alt zu den Schiedsrichtern der 2. Bundesliga, in welcher er mit der Partie SV Sandhausen gegen den 1. FC Heidenheim erstmalig am 21. August 2015 ein Spiel leitete. Von der Saison 2008/2009 bis zur Saison 2014/2015 war er zudem als Linienrichter bis zur 2. Bundesliga tätig. Zusätzlich wird er in der Bundesliga als Vierter Offizieller eingesetzt.
Zu einem ersten Bundesligaeinsatz kam Alt am 6. April 2024, als er ab der Halbzeitpause der Begegnung 1. FC Heidenheim gegen FC Bayern München, in welcher er ursprünglich als Vierter Offizieller eingesetzt war, den bisherigen Schiedsrichter Robert Schröder ersetzte. Schröder konnte die Spielleitung verletzungsbedingt nicht fortsetzen.